# Монастырская (Плесецкий район)
Монастырская  — деревня в Плесецком районе Архангельской области.

## География
Находится в западной части Архангельской области на расстоянии приблизительно 45 км на юг-юго-запад по прямой от административного центра района поселка Плесецк на правобережье реки Онега.

## История
В 1873 году здесь (деревня Каргопольского уезда Олонецкой губернии было учтено 4 двора, в 1905 — 5. До 2021 года входила в Федовское сельское поселение до его упразднения.

## Население
Численность населения: 22 человека (1873 год), 32 (1905), 5 (русские 100 %) в 2002 году, 0 в 2010.